# フランシスコ・フォンセカ
フランシスコ・フォンセカ（José Francisco Fonseca Guzmán、1979年10月2日 - ）は、メキシコの元サッカー選手。元メキシコ代表。ポジションはフォワード。

## 経歴
2004年10月にメキシコ代表デビュー、同年に4試合で6得点を決めた。2005年には20試合で10得点をあげた。また、FIFAコンフェデレーションズカップ2005では2得点、2006 FIFAワールドカップでも1得点を決めている。2008年までに43試合に出場、21得点をあげた。

## 代表歴

### 出場大会
- メキシコ代表
  - 2006 FIFAワールドカップ

### 試合数
- 国際Aマッチ 43試合 21得点（2004年-2008年）[1]

| メキシコ代表 | 国際Aマッチ | 国際Aマッチ |
| 年           | 出場        | 得点        |
| ------------ | ----------- | ----------- |
| 2004         | 4           | 6           |
| 2005         | 20          | 10          |
| 2006         | 9           | 4           |
| 2007         | 8           | 1           |
| 2008         | 2           | 0           |
| 通算         | 43          | 21          |